# Paragorgia wahine
Paragorgia wahine is een zachte koraalsoort uit de familie Paragorgiidae. De koraalsoort komt uit het geslacht Paragorgia. Paragorgia wahine werd in 2005 voor het eerst wetenschappelijk beschreven door Sánchez. 